# Secretaría de Economía
La Secretaría de Economía de Mèxic és la Secretaria d'Estat encarregada d'administrar els impostos locals i d'exportació dels productes, així com dels preus d'aquests; incloent-hi la defensa del consumidor davant el comerç. Té en el seu control les bases de dades de la propietat industrial i mercantil. També administra el bon ús de la Norma Oficial Mexicana i el Sistema Internacional d'Unitats; del qual aquest últim està registrat en el primer.

## Funcions
Tal com s'ha fixat en la Ley Orgánica de la Administración Pública Federal Arxivat 2009-03-01 a Wayback Machine. al seu Article 34 li correspon el despatx de les següents funcions:
- Formular, conduir, regular i controlar les polítiques generals d'indústria, comerç exterior i interior, proveïment i preus del país; amb excepció dels preus de béns i serveis de l'Administració Pública Federal.
- Estudiar i determinar mitjançant regles generals, conforme a les sumes globals establertes per la Secretaria d'Hisenda i Crèdit Públic, els estímuls fiscals necessaris per al foment industrial, el comerç interior i exterior i el proveïment, incloent els subsidis sobre impostos d'importació, i administrar la seva aplicació, així com vigilar i avaluar els seus resultats.
- Establir la política de preus, i amb l'auxili i participació de les autoritats locals, vigilar el seu estricte compliment, particularment pel que fa a articles de consum i ús popular, i establir les tarifes per a la prestació d'aquells serveis d'interès públic.
- Regular, orientar i estimular les mesures de protecció al consumidor.
- Regular i registrar la propietat industrial i mercantil; així com regular i orientar la inversió estrangera i la transferència de tecnologia.
- Establir i vigilar les normes de qualitat, pesos i mesures necessaris per a l'activitat comercial; així com les normes i especificacions industrials, entre altres funcions.

## Organigrama
Per dur a terme aquestes funcions, la Secretaría de Economía compta amb les següents unitats:
- Subsecretaría de Competitividad y Normatividad
- Subsecretaría de Industria y Comercio
- Subsecretaría de Comercio Exterior
- Oficialía Mayor
- Comisión Federal de Competencia
- Comisión Federal de Mejora Regulatoria
- Sistema de Información Empresarial Mexicano
- Instituto Nacional del Consumidor
- Fondo General del Programa Nacional de Apoyo para las Empresas de Solidaridad
- Centro Nacional de Metrología
- Exportadora de Sal S.A. de C.V.
- Fideicomiso de Fomento Minero
- ProMéxico
- Instituto Mexicano de la Propiedad Industrial
- Procuraduría Federal del Consumidor
- Servicio Geológico Mexicano

## Llista de Secretaris d'Economia de Mèxic

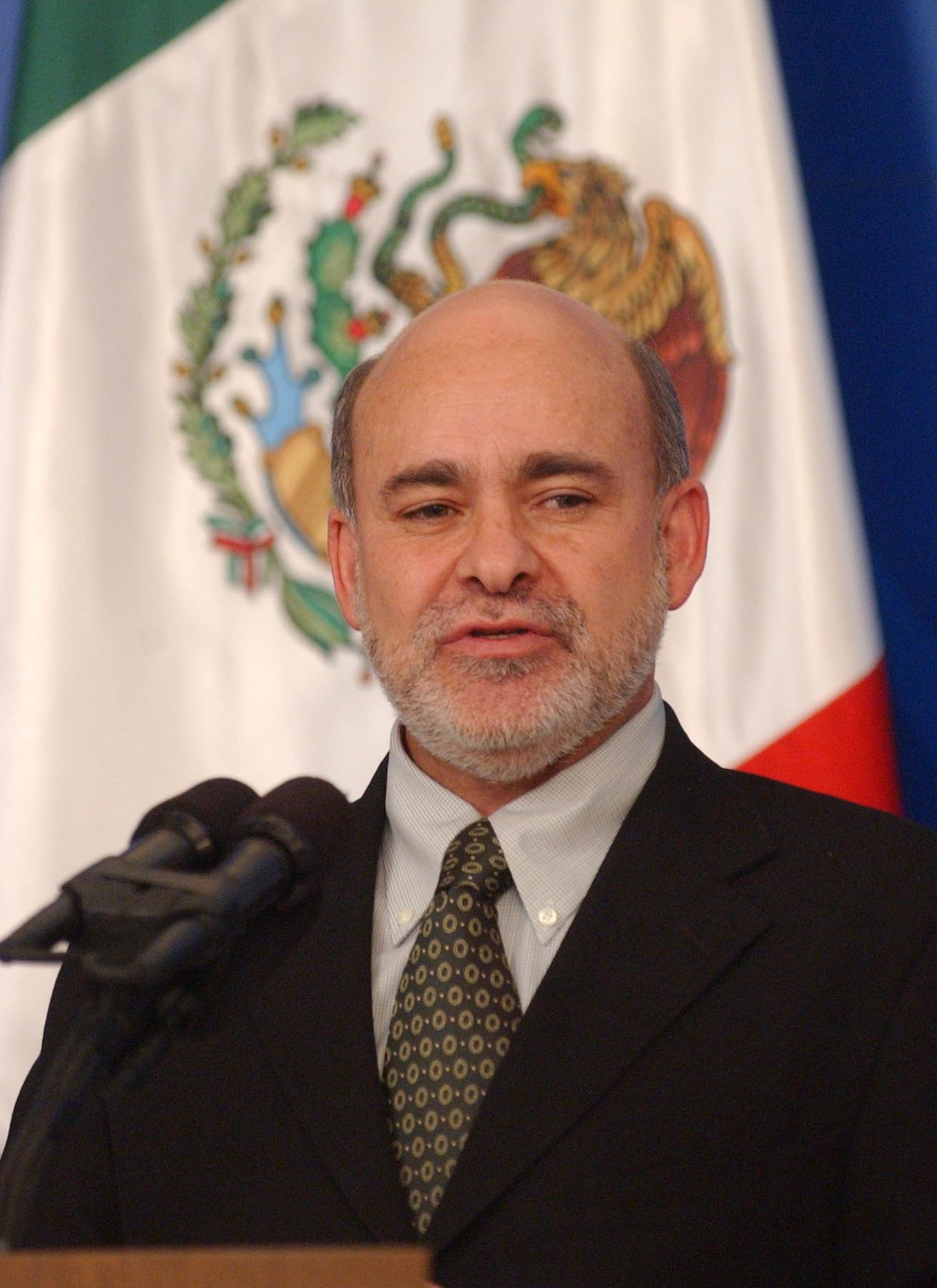
Eduardo Sojo, 2006-2008

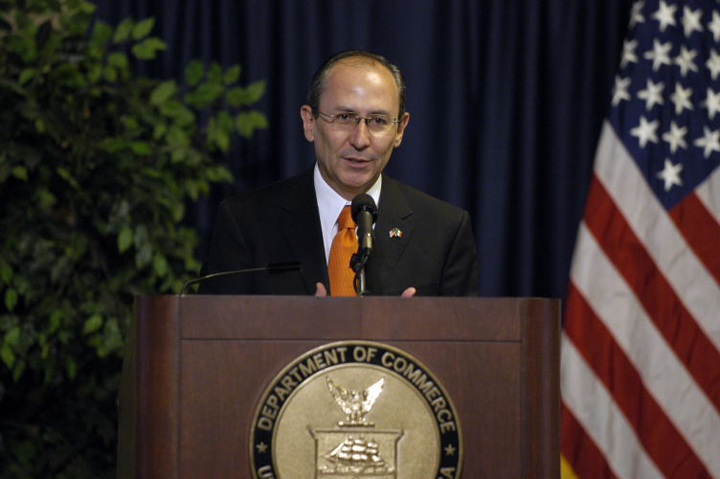
Sergio Garcia de Alba, 2005-2006

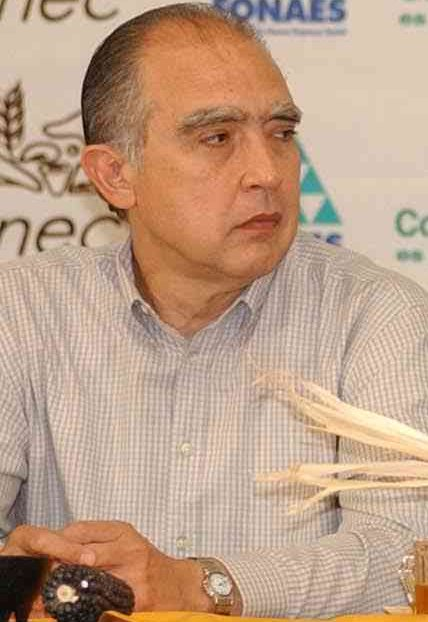
Fernando Canales Clariond, 2003-2005

### Secretaría de Industria, Comercio y Trabajo
- Govern de Venustiano Carranza (1917 - 1920)
  - (1917 - 1919): Alberto J. Pani
  - (1919): León Salinas
  - (1919 - 1920): Plutarco Elías Calles
  - (1920): León Salinas
- Govern d'Adolfo de la Huerta (1920)
  - (1920): Jacinto B. Treviño
- Govern d'Álvaro Obregón (1920 - 1924)
  - (1920 - 1922): Rafael Zubarán Capmany
  - (1922 - 1923): Miguel Alessio Robles
  - (1923 - 1924): Manuel Pérez Treviño
- Govern de Plutarco Elías Calles (1924 - 1928)
  - (1924 - 1928): Luis N. Morones
  - (1928): Eduardo Buitrón
  - (1928): José Manuel Puig Casauranc
- Govern d'Emilio Portes Gil (1928 - 1930)
  - (1928): José Manuel Puig Casauranc
  - (1929 - 1930): Ramón P. de Negri
- Gabinet de Pascual Ortiz Rubio (1930 - 1932)
  - (1930): Luis L. León
  - (1930 - 1932): Aarón Sáenz
  - (1932): Abelardo L. Rodríguez
  - (1932): Primo Villa Michel

### Secretaría de la Economía Nacional
- Govern d'Abelardo L. Rodríguez (1932 - 1934)
  - (1932 - 1934): Primo Villa Michel
- Govern de Lázaro Cárdenas del Río (1934 - 1940)
  - (1934 - 1935): Francisco J. Múgica
  - (1935 - 1938): Rafael Sánchez Tapia
  - (1938 - 1940): Efraín Buenrostro Ochoa
- Govern de Manuel Ávila Camacho (1940 - 1946)
  - (1940 - 1944): Francisco Javier Gaxiola
  - (1944 - 1946): Julio Serrano

### Secretaría de Economía
- Govern de Miguel Alemán (1946 - 1952)
  - (1946 - 1948): Antonio Ruiz Galindo
  - (1948 - 1952): Antonio Martínez Báez
- Govern d'Adolfo Ruiz Cortines (1952 - 1958)
  - (1952 - 1958): Gilberto Loyo

### Secretaría de Industria y Comercio
- Govern d'Adolfo López Mateos (1958 - 1964)
  - (1958 - 1964): Raúl Salinas Lozano
- Govern de Gustavo Díaz Ordaz (1964 - 1970)
  - (1964 - 1970): Octaviano Campos Salas
- Govern de Luis Echeverría (1970 - 1976)
  - (1970 - 1974): Carlos Torres Manzo
  - (1974 - 1976): José Campillo Sainz

### Secretaría de Comercio
- Govern de José López Portillo (1976 - 1982)
  - (1976 - 1977): Fernando Solana
  - (1977 - 1982): Jorge de la Vega Domínguez

### Secretaría de Comercio y Fomento Industrial
- Govern de Miguel de la Madrid (1982 - 1988)
  - (1982 - 1988): Héctor Hernández Cervantes
- Govern de Carlos Salinas de Gortari (1988 - 1994)
  - (1988 - 1994): Jaime Serra Puche
- Govern d'Ernesto Zedillo Ponce de León (1994 - 2000)
  - (1994 - 2000): Herminio Blanco Mendoza

### Secretaría de Economía II
- Govern de Vicente Fox Quesada (2000-2006)
  - (2000 - 2003): Luis Ernesto Derbez
  - (2003 - 2005): Fernando Canales Clariond
  - (2005 - 2006): Sergio García de Alba
- Govern de Felipe Calderón Hinojosa (2006-2012)
  - (2006 - 2008): Eduardo Sojo Garza-Aldape
  - (2008 - 2010): Gerardo Ruiz Mateos
  - (2010 - 2012): Bruno Ferrari García de Alba
- Govern d'Enrique Peña Nieto (2012-2018)
  - (2012 - 2018): Ildefonso Guajardo Villarreal
- Govern d'Andrés Manuel López Obrador (2018 -)
  - (2018 -): Graciela Márquez Colín